# Santa Maria della Luce
Santa Maria della Luce, även benämnd San Salvatore della Corte, är en kyrkobyggnad i Rom, helgad åt Jungfru Maria. Kyrkan är belägen vid Via della Luce i Rione Trastevere och tillhör församlingen San Crisogono.
Kyrkan har fått sitt namn efter en undergörande Mariabild, Madonna della Luce, ”Ljusets Madonna”.
Absidens exteriör kan beskådas vid Vicolo del Buco.

## Kyrkans historia
Enligt traditionen konsekrerades kyrkan av påve Julius I (337–352) och den helgades åt Frälsaren, italienska Il Salvatore. Till kyrkan fördes den helige Pigmenius reliker; han hade lidit martyrdöden under kejsar Julianus Apostata.
Kyrkan nämns för första gången i ett dokument från påve Johannes XV:s pontifikat (985–996). Tillnamnet ”Corte” avser sannolikt det närbelägna VII Coorte dei Vigili, latin VII Cohortes Vigilum, vilket var det antika Roms sjunde brandkårs- och nattvaktsdistrikt. Själva kasernbyggnaden, excubitorium, är i dag belägen omkring tio meter under gatunivån.
Kyrkan byggdes om under 1100-talet, då kampanilen restes. Omkring år 1730 företogs en genomgripande ombyggnad av kyrkan efter ritningar av arkitekten Gabriele Valvassori. Denne arbetade utan kostnad för att infria ett löfte han hade avlagt åt Jungfru Maria under en sjukdom.
Ovanför kyrkans portal sitter ett ovalt fönster och ovanför detta en dedikationsinskription:
I absidens halvkupol har Sebastiano Conca utfört fresken Gud Fadern med änglar. Bland interiörens övriga målningar kan nämnas Giovanni Concas Den helige Josefs död.

## Bilder
| - Excubitorium. - Santa Maria della Luce på en karta från år 2018. - Kyrkans romanska absid. |